# Back Up Against the Wall
A Back Up Against the Wall az Atlanta Rhythm Section második nagylemeze, amely 1973-ban jelent meg. Ez volt az együttes első olyan lemeze, melyen Ronnie Hammond volt az együttes vezető énekese.

## Az album dalai
1. Wrong
2. Cold Turkey, Tenn.
3. Will I Live On?
4. A Livin' Lovin' Wreck
5. Superman
6. What You Gonna Do About It?
7. Conversation
8. Redneck
9. Make Me Believe It
10. Back Up Against the Wall
11. It Must Be Love

## Közreműködött
- Barry Bailey ― akusztikus és elektromos gitár
- Randall Bramblett ― zongora
- J.R. Cobb ― akusztikus és elektromos gitár, pedál steel gitár, ének, slide gitár
- Dean Daughtry ― zongora, orgona, elektromos zongora
- Paul Goddard ― basszusgitár
- Ronnie Hammond ― zongora, ének
- Al Kooper ― szintetizátor, ARP
- Robert Nix ― dob, ének
- Billy Lee Riley ― harmonika

## Produkció
- Producer: Buddy Buie
- Hangmérnők: Bobby Langford, Rodney Mills
- Mixelés: Rodney Mills
- Zenei rendező: Buddy Buie
- Borítóterv: Mike McCarty
- Illusztrációk: Mike McCarty